# Grganjica
Grganjica is een plaats in de gemeente Duga Resa in de Kroatische provincie Karlovac. De plaats telt 28 inwoners (2001).